# Oedmoerten
De Oedmoerten (Oedmoerts: удмурт, meervoud удмуртъёс) zijn een Finoegrisch volk dat het  Oedmoerts spreekt. Doorheen de geschiedenis waren zij in het Russisch bekend als de Otjatskaja Tsjoeden (чудь отяцкая), Otjaken of Votjaken en in het Tataars als Ar.

## Etymologie
De naam удмурт (oedmoert) bevat het Oedmoertse woord мурт (moert), dat 'man, persoon' betekent en afgeleid is van het Proto-Oeraals *mertä 'man'. Het eerste element, уд- (oed-) is mogelijk uiteindelijk terug te voeren op het Proto-Indo-Europees *h₂ent- 'gezicht, voorkant', of het kan afkomstig zijn van het Oedmoertse woord уд (oed), dat 'spruit, scheut' betekent.

## Geschiedenis
Volgens sommige geleerden zouden de Oedmoerten van de Budini afstammen, door Herodotus vermeld als "een talrijk volk, allen rossig met blauwe ogen en met een nomadische levensstijl". De Oedmoerten worden ook vaak genoemd als het volk met de meeste roodharigen.
De Ananjinocultuur van het Kamabekken wordt wel met de voorouders van de Oedmoerten geassocieerd.

## Taal
De Oedmoertse taal behoort tot de Permische  tak van de Fins-Oegrische talen. Het Oedmoerts is nauw verwant aan het Zurjeens en het Komi-Permjaaks en verder weg onder andere aan het Hongaars en het Fins.

## Demografie

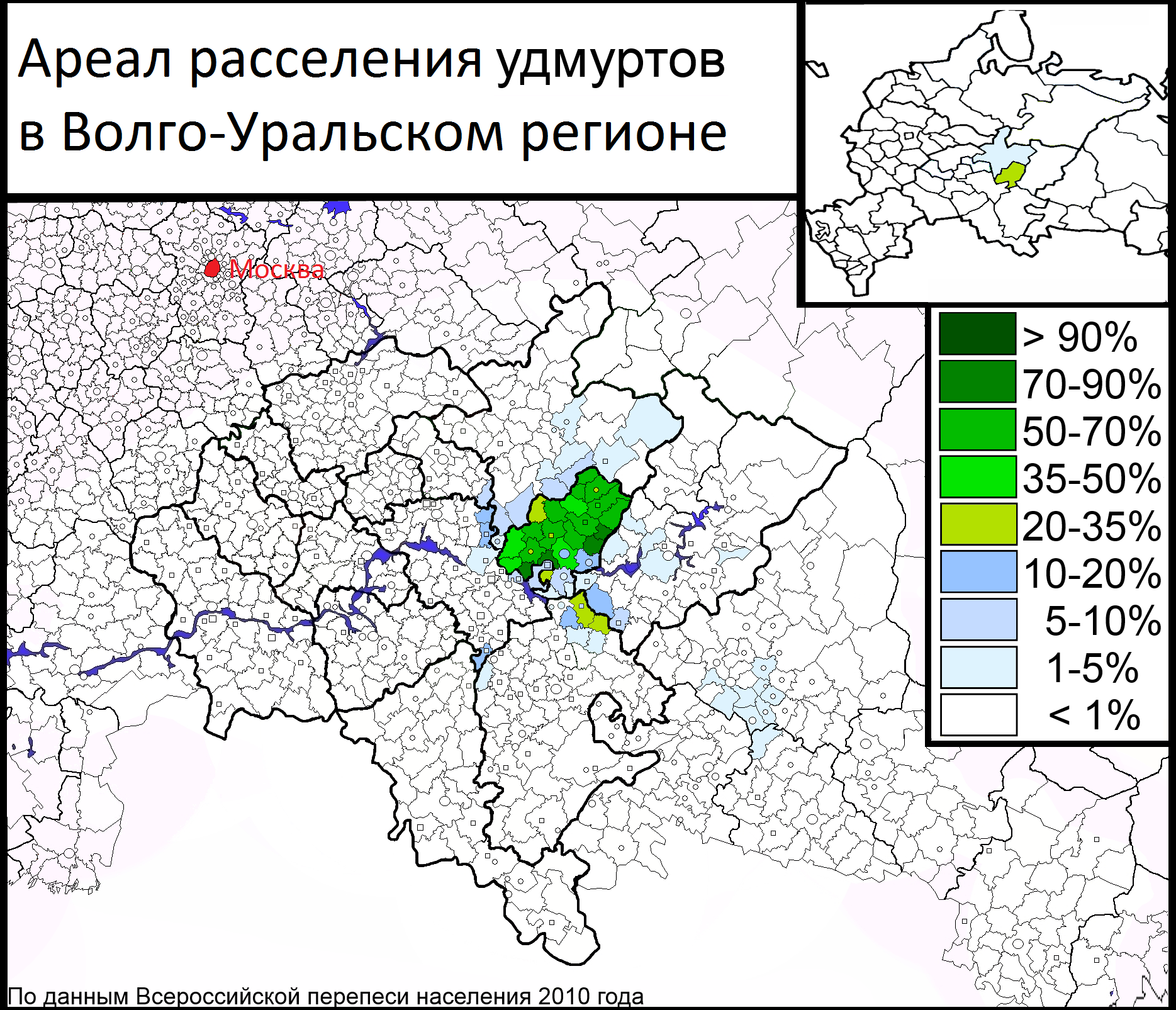
De verspreiding van de Oedmoerten in het Federaal district Wolga (2010)

De meeste Oedmoerten wonen in de Russische republiek Oedmoertië. Kleine groepen wonen in naburige streken van Rusland: in Tatarstan, Basjkirostan, de kraj Perm, de oblast Sverdlovsk en de oblast Tjoemen.
Bij de volkstelling van 2021 bleek dat de bevolking van de republiek Oedmoertië voornamelijk uit etnische Russen bestond (67,7%), terwijl de Oedmoerten slechts 24,1% van de bevolking vertegenwoordigden.
De Oedmoertse bevolking neemt snel af. Volgens de Russische volkstelling waren er in 2002 ongeveer 636.906 Oedmoerten, vergeleken met 746.562 in 1989. In 2010 was hun aantal verder gedaald tot 552.299. In 2021 bedroeg hun aantal nog maar 386.465.